# The Nines – Dein Leben ist nur ein Spiel
The Nines – Dein Leben ist nur ein Spiel (im Original The Nines) ist ein US-amerikanischer Spielfilm aus dem Jahr 2007 von John August mit Ryan Reynolds, Melissa McCarthy und Hope Davis.

## Handlung
Während des Vorspanns sieht man, wie ein Mann sich ein grünes Armband um das Handgelenk bindet. Anschließend ist die Handlung in drei Teile aufgeteilt.

### Erster Teil: Der Gefangene(The Prisoner)
Der Fernsehschauspieler Gary (Ryan Reynolds) wird aufgrund von Brandstiftung und Drogenmissbrauch unter Hausarrest gestellt. Dort wird er von der Agentin Margaret (Melissa McCarthy) betreut und lernt die Nachbarin Sarah (Hope Davis) kennen. Gary bekommt jedoch mehr und mehr das Gefühl, dass es in dem Haus spukt und er von der Zahl Neun verfolgt wird. So findet er unter anderem einen Notizzettel mit der Aufschrift „Achte auf die Neunen“ in seiner eigenen Handschrift. Bei einem verbotenen Ausflug trifft er ein stummes Mädchen, welches versucht, ihm mit Gebärdensprache etwas mitzuteilen. Doch Gary versteht es nicht und wird schließlich von der Polizei aufgegriffen. Er erhält jetzt eine Elektronische Fußfessel und wird immer mehr von der Zahl Neun besessen. Sarah, die durch Margaret von Gary ferngehalten wird, teilt ihm mit, dass mit der Welt tatsächlich etwas nicht stimmt und dass sie ihm dabei helfen könne, aus der Situation herauszukommen. Als Gary Margaret zur Rede stellt, versucht sie ihm zu erklären, dass nicht etwas mit der Welt nicht stimmt, sondern mit ihm und er auf keinen Fall den markierten Bereich mit seiner Fußfessel verlassen dürfe. Gary tut dies trotzdem und die Welt um ihn herum löst sich in Feuer auf.

### Zweiter Teil: Reality-TV(Reality Television)
Der Drehbuchautor Gavin (Ryan Reynolds) ist der Besitzer des Hauses aus Teil eins und wird im Stile einer Dokumentation bei der Produktion einer neuen Fernsehserie mit dem Titel „Knowing“ beobachtet. Er kann sich gegenüber seiner Produzentin Susan (Hope Davis) durchsetzen, die Rolle der Hauptdarstellerin mit seiner langjährigen Freundin Melissa (Melissa McCarthy, die in diesem Teil sich selbst spielt) zu besetzen. Bei einer Testvorführung wird Gavin trotz Einwegspiegel von einem Zuschauer direkt angesprochen, der ihm mitteilt, dass alles nicht real sei und das Ende bevorstehe. Susan weist ihn an, besonders auf die Testzuschauer zu achten, die dem Film die Bewertung 9 gegeben haben. Gavin schreibt daraufhin auf einen Notizzettel „Achte auf die Neunen“ (der gleiche Zettel wie aus dem ersten Teil). Nach weiteren Gesprächen mit den Produzenten teilt Susan Gavin mit, dass Melissa durch eine attraktivere jüngere Schauspielerin ausgetauscht werden soll. Als Gavin Melissa über die Entscheidung informiert, kommt es zum Streit. Später erfährt Gavin, dass seine Show von den Produzenten abgelehnt wurde, und stellt Susan zur Rede. Diese teilt ihm mit, dass sie mit dieser Aktion nur ihn und Melissa auseinanderbringen wollte. Während des folgenden Streits schlägt Gavin Susan, die ihn daraufhin spöttisch fragt: „Fühlst du dich jetzt wie ein Mann?“. Gavin flieht auf die Straße und sagt dem Team der Dokumentation, es solle ihn in Ruhe lassen. Eine Passantin fragt ihn, mit wem er reden würde, und Gavin erkennt, dass das Dokumentationsteam nicht existiert. Er sieht sich um und sieht über den Köpfen der Menschen die Ziffer sieben schweben, während über seinem Kopf eine neun schwebt. In einer Rückblende sieht man das Gespräch zwischen Gary und Margaret aus dem ersten Teil, in dem sie ihm mitteilt, dass er ein höherdimensionales Wesen sei, welches die Welt mit einem einzigen Gedanken zerstören könne. Gary glaubt ihr nicht, was dazu führt, dass er die Welt – wie in Teil eins gesehen – zerstört.

### Dritter Teil: Knowing
Der Computerspieleproduzent Gabriel (Reynolds) macht mit seiner Frau Mary (McCarthy) und seiner stummen Tochter Noelle (Fanning) einen Ausflug mit dem Auto in den Wald. Bei der Rückkehr stellen sie fest, dass die Batterie des Autos leer ist. Gabriel versucht den Highway für einen besseren Handyempfang zu erreichen. Dort trifft er auf Sierra (Davis), die ihm zunächst nicht helfen will, ihm später jedoch anbietet, ihn mit ihrem Wagen in die Stadt mitzunehmen. Auf einer langen Wanderung durch den Wald teilt sie ihm mit, dass sie ihn kenne und dass sie ihren Ex-Freund umgebracht habe, weil dieser seine Zeit nur noch mit einem von Gabriels Spielen verbracht habe. Mittlerweile schauen sich Mary und Noelle die Videoaufnahmen an, die sie während des Ausfluges gemacht haben. Plötzlich sagt Noelle „er wird nicht wiederkommen“ und zeigt ihrer Mutter den Film. Man sieht jetzt, dass der Ausflug der drei eigentlich eine Szene aus der Serie „Knowing“ aus dem zweiten Teil ist. Unterdessen teilt Sierra Gabriel mit, dass dies eine Intervention sei und dass sich Gabriel als höheres Wesen in einer von ihm erschaffenen Welt befände, aus der er nicht mehr heraus wolle. Sie erklärt ihm weiterhin, dass er diese Welt nur freiwillig verlassen könne. Wieder zurück bei Mary ist Noelle inzwischen verschwunden und panisch macht sich Mary auf die Suche nach ihr. In diesem Moment kommt Gabriel mit seiner Tochter auf der Schulter den Weg herunter und die drei fahren nach Hause. Dort teilt Mary ihm mit, dass sie wisse, dass er ein höheres Wesen sei und fragt ihn, was passieren würde, wenn er die Welt verlassen würde. Gabriel erwidert, er wisse es nicht, im schlimmsten Fall würde die Welt sich auflösen. Die beiden verabschieden sich voneinander und Gabriel reißt das grüne Armband aus dem Vorspann ab, welches alle drei Inkarnationen von ihm getragen haben, und beendet das Spiel. Kurz darauf findet sich Mary mit ihrer Tochter und einem anderen Ehemann in ihrer Küche wieder und sagt „Danke“ in Richtung Himmel.

## Kritiken
„Das verrätselte, auch etwas gewollte Low-Budget-Regiedebüt von Drehbuchautor John August („Big Fish“) punktet mit überraschenden Wendungen. Fazit: Kunstvolle Verwirrung mit kleinen Schwächen“

„Schade ist angesichts des unbestreitbar enormen Potenzials, das das Drehbuch besitzt, vor allem die dürftige formale Umsetzung des Ganzen.“

## Produktionsdetails
John August, der bisher als Drehbuchautor bekannt war, führte in diesem Film zum ersten Mal selbst Regie. Der Film wurde in 22 Tagen in Los Angeles und zwei weiteren in New York gedreht und spielte weltweit 130.880 USD ein. Der Film feierte seine Premiere am 21. Januar auf dem Sundance Film Festival und wurde in Deutschland nur als Direct-to-DVD veröffentlicht.